# Alice à la réserve des oiseaux
Alice à la Réserve des oiseaux  (titre original : The Double Jinx Mystery, littéralement : Le Mystère du double mauvais sort) est le cinquantième roman de la série américaine Alice (Nancy Drew en VO) écrit par Caroline Quine, nom de plume collectif de plusieurs auteurs. L'auteur de ce roman est Harriet Adams. 
Aux États-Unis, le roman a été publié pour la première fois en 1973 par Grosset & Dunlap, New York. En France, il a paru pour la première fois en 1976 chez Hachette Jeunesse dans la collection Bibliothèque verte. Il n'a plus été réédité en France depuis l'an 2000.

## Résumé
Remarque : le résumé est basé sur les éditions cartonnées non abrégées parues de 1976 à 1992 en langue française.
Oscar Thurston est l'un des clients de l'avocat James Roy, père d'Alice. Thurston est le propriétaire d'un petit jardin zoologique privé qui contient plusieurs espèces d'oiseaux rares. Une société immobilière résolue à acquérir ses terres pour y construire un grand complexe d'immeubles, a demandé au maire de la ville de Harper de faire exproprier Oscar Thurston. Peu après que James Roy ait accepté de défendre les intérêts du propriétaire du zoo, un inconnu téléphone à l'avocat et le menace de renoncer à cette affaire sous peine d'être victime d'une malédiction. 
Le lendemain, un oiseau empaillé est déposé sur sa pelouse, un torcol, utilisé pour jeter des sorts. Bientôt, au zoo de M. Thurston, les oiseaux tombent malades...

## Personnages

### Personnages récurrents
- Alice Roy : dix-huit ans, détective amateur blonde, fille de James Roy, orpheline de mère.
- James Roy : avocat[2] de renom, père d'Alice Roy, veuf.
- Bess Taylor : jeune fille blonde et rondelette, une des meilleures amies d'Alice.
- Marion Webb : jeune fille brune et sportive, cousine germaine de Bess Taylor et une des meilleures amies d'Alice.
- Ned Nickerson : jeune homme brun et athlétique, ami et chevalier servant d'Alice, étudiant à l'université d'Emerson.
- Daniel Evans : ami et chevalier servant de Bess, camarade d'université de Ned.
- Bob Eddleton : ami et chevalier servant de Marion, camarade d'université de Ned.
- Sarah : la fidèle gouvernante des Roy, qui a élevé Alice à la mort de sa mère.

### Personnages spécifiques à ce roman
- Oscar Thurston : le propriétaire du jardin zoologique, client de James Roy.
- Martha Thurston : épouse d'Oscar Thurston.
- Kamenka, dite Kammi : une étudiante eurasienne de l'université de Harper.
- Rausch : l'employé de Oscar Thurston.
- Professeur Sanders : biologiste au musée de Harper.
- Ramsey Millford : président de la société immobilière.
- M. Van Camp : directeur d'une troupe de danseurs de ballet.
- Merlin Gantry, nom de scène : Merv Marvel : danseur de ballet renvoyé par M. Van Camp.
- M. Cliff : conseiller de Ramsey Millford.
- M. Pfeiffer : commissaire de la ville de Harper.
- M. Stevenson : le commissaire de River City, ami d'Alice (mention uniquement).

## Éditions françaises
Note : Toutes les éditions ont paru aux éditions Hachette.
- 1976 : Collection « Bibliothèque verte », cartonné (français, version originale). Illustré par Jean-Louis Mercier. Texte français d'Anne Joba.
- 1983  : coll. « Bibliothèque verte »[3], cartonné (français, version originale). Couverture de Jean Sidobre, illustrations intérieures de Jean-Louis Mercier. Texte français d'Anne Joba. 20 chapitres. 187 pages.
- 1992  : coll. « Bibliothèque verte » no 475, souple (français, version originale). Illustré par Philippe Daure. Texte français d'Anne Joba.
- 2000  : coll. « Bibliothèque verte »[4], souple (français, version originale). Illustré par Philippe Daure. Texte français d'Anne Joba.